# Robert Fogel
Robert William Fogel (ur. 1 lipca 1926 w Nowym Jorku, zm. 11 czerwca 2013 w Oak Lawn, Illinois) – amerykański historyk i ekonomista, laureat Nagrody Banku Szwecji im. Alfreda Nobla w dziedzinie ekonomii w 1993 roku.

## Życiorys
W latach 1965–1975 oraz od 1981 profesor Uniwersytetu Chicagowskiego, w latach 1975–1981 wykładał na Uniwersytecie Harvarda w Cambridge. Jeden z pionierów kliometrii – nowego kierunku badań historycznych, wykorzystującego metody ekonomiczne i ilościowe. Uważany jest również za jednego z pionierów historii kontrafaktycznej.
W swoich pracach kilkakrotnie obalał rozpowszechnione teorie na temat historii gospodarczej USA. W publikacji Railroads and American Economic Growth (1964) na podstawie analiz statystycznych wykazał, że XIX-wieczny rozwój kolei żelaznych miał o wiele mniejszy wpływ na tempo rozwoju gospodarczego Stanów Zjednoczonych niż uważano dotychczas.
W pracy Time on the Cross: The Economics of American Negro Slavery (1974, wspólnie z S. L. Engermanem) postawił kontrowersyjną tezę, że zniesienie niewolnictwa było koniecznością polityczną, a nie ekonomiczną; jednocześnie w pracy Without Consent or Contract: The Rise and Fall of American Slavery (1989–1992, pięć tomów) potępiał jednoznacznie system niewolnictwa.
Za zastosowanie teorii ekonomicznej i metod ilościowych do objaśniania przemian gospodarczych i instytucjonalnych został – wspólnie z Douglassem Northem – uhonorowany Nagrodą Banku Szwecji im. Alfreda Nobla w dziedzinie ekonomii w 1993.